# Lars Harms
Lars Harms (født 8. november 1964 i Husum) er en nordfrisisk politiker, der repræsenterer Sydslesvigsk Vælgerforening (SSW). 
Lars Harms er født og opvokset i Husum, hvor han også tog studentereksamen. Han læste økonomi i Kiel og Koblenz og blev derefter leder af turistkontoret i Heide. Lars Harms har siden 1989 været medlem af Sydslesvigsk Vælgerforening. Samtidig er han medlem af landsstyrelsen for den nordfrisiske kulturforening Friisk Foriining. Siden 1998 har han været kommunerådsmedlem i Koldenbyttel ved Frederiksstad og kredsdagmedlem i Nordfrisland. 2000 blev han for første gang valgt i den slesvig-holstenske landdag. I delstatsparlamentet var han fra 2009 til 2012 SSW-gruppens parlamentariske forretningsfører. Efter at Anke Spoorendonk blev kultur- og justitsminister i juni 2012 overtog Lars Harms posten som gruppeformand. Han er derudover ansvarlig for landdagsgruppens finans-, erhvervs- og trafikpolitikk. 
Lars Harms har også udarbejdet friserloven, der fremmer den tysk-frisiske tosprogethed i Nordfrisland. Hans kollegaer i landdagsgruppen er Flemming Meyer og Jette Waldinger-Thiering. 